# 捕鸟蛛属
捕鳥蛛屬、巨人捕鳥蛛屬 或 亞馬遜捕鳥蛛屬（学名：Theraphosa）是捕鸟蛛科的一属，旗下共有三個物種，並列全球最大型蜘蛛。此屬成員全部分佈於南美洲亞馬遜流域，包括圭亞那、 巴西、委內瑞拉、哥倫比亞等國。所有亞馬遜巨人捕鳥蛛均為地棲性，一般匿藏於囓齒動物遺棄之地洞，偶爾挖洞，靠捕食其他節肢動物以及小型脊椎動物為生。

## 物种
截至2023年8月，世界蜘蛛名錄記載了三種亞馬遜捕鳥蛛：
- 粉趾巨人捕鳥蛛（T. apophysis）Tinter, 1991 - 哥倫比亞、委內瑞拉、巴西
- 巨人捕鳥蛛（T. blondi）Latreille, 1804 - 委內瑞拉、巴西、圭亞那
- 酒紅巨人捕鳥蛛（T. stirmi） Rudloff & Weinmann, 2010 - 圭亞那、巴西